# Groningeni repülőtér
A Groningeni repülőtér (IATA: GRQ, ICAO: EHGG) Hollandia egyik nemzetközi repülőtere, amely Groningen közelében található. Éves utasforgalma 87 205 fő (2022).

## Futópályák
A repülőtér futópályái:
- 05/23

## Forgalom
Az utasforgalom az elmúlt években az alábbi módon változott:
| Utasok száma | 83 151 | 78 266 | 137 607 | 122 794 | 148 949 | 114 327 | 169 369 | 154 425 | 176 022 | 87 205 |
|              | 1997   | 2000   | 2003    | 2005    | 2008    | 2011    | 2014    | 2016    | 2019    | 2022   |